# Timocràcia
En la filosofia política de l'antiga Grècia, la timocràcia era una forma de govern en la qual els únics que participen en el govern són els ciutadans que posseeixen un determinat cabal o un cert tipus de propietats; i la recerca de l'honor és un dels fonaments del règim polític. El terme deriva de les paraules gregues τιμη, timé, «honor»; i κρατια, krátia, «govern».

## Honor
Plató és l'autor del text més antic en el qual es troba la paraula timocràcia aplicada al govern basat en l'honor. En la seua obra La República descriu, després d'estendre's sobre la forma de govern ideal, els diferents graus de corrupció que va patint l'Estat, entre els quals el primer (i per tant el més proper a l'ideal) és la timocràcia. La ciutat estat grega Esparta és moltes vegades considerada la timocràcia per antonomàsia. Aquesta polis es va caracteritzar pel seu militarisme, una característica que sol ser comuna en gran part de les timocràcies.

## Propietat
Soló va introduir la idea de timocràcia com una oligarquia amb diversos graus en la seua constitució per a Atenes (que data del segle vi aC). La seua forma de timocràcia, la primera que se sap establida de manera deliberada, assignava a cada ciutadà un determinat paper en la política i economia públiques segons la classe social a la qual pertanyien, la qual estava determinada per la quantitat de faneques que l'home podia produir cada any (o en funció de les parelles de bous posseïdes). En qualsevol cas aquelles classes es distribuïen de la següent manera:
- Els pentakosiomedimnoi, literalment "homes de les cinc-centes faneques", aquells que podien produir com a mínim eixa quantitat.
- Els hippeis, genets que podien pagar-se un cavall i l'equip necessari per a la guerra, valorat en tres-centes faneques anuals
- Els zeugitai
- Els thetes, els artesans i altres treballadors manuals.

Aristòtil, en la seua Ètica a Nicòmac, parlant sobre les tres formes pures de govern, considera que la timocràcia, segons la proposta per Soló, és una de les formes veritables i pures. Ja que Aristòtil considerava que, en la pràctica, Atenes representava la forma degenerada d'aquest tipus de govern, de la qual sorgeix la democràcia.